# Resolució 1618 del Consell de Seguretat de les Nacions Unides
La Resolució 1618 del Consell de Seguretat de les Nacions Unides fou adoptada per unanimitat el 4 d'agost de 2005. Després de reafirmar les resolucions sobre la situació a Iraq, inclosa la Resolució 1546 (2004), el Consell va condemnar els atacs terroristes que s'havien produït a l'Iraq i va expressar la seva determinació de lluitar contra el terrorisme.

## Resolució

### Observacions
El Consell de Seguretat va començar expressant el seu suport al poble iraquià durant la transició política, malgrat els atacs al país. Va reafirmar resolucions 1267 (1999), 1373 (2001) i 1566 (2004), la Carta de les Nacions Unides i la necessitat de combatre l'amenaça del terrorisme. Es va donar la benvinguda als passos del govern iraquià per emprendre el diàleg nacional.

### Actes
La resolució va condemnar els atemptats terroristes que havien tingut lloc a Iraq, especialment els que havien tingut lloc en les últimes setmanes, i el segrest i atacs a diplomàtics estrangers. En aquest sentit, el Consell va expressar condolences a les víctimes, a les seves famílies i al govern de l'Iraq.
El Consell va afirmar que el terrorisme no podria afectar la transició política i econòmica a l'Iraq, i es va exigir a tots els estats que complissin les obligacions contingudes en diverses resolucions relatives al terrorisme, inclosos els responsables, els organitzadors i els patrocinadors dels atacs a la justícia. A més, també se'ls va demanar que ajudessin l'Iraq a proporcionar protecció a funcionaris diplomàtics estrangers i de les Nacions Unides i altres civils estrangers que treballaven al país.